# Roger Lapébie
Roger Lapébie, född 16 januari 1911 i Bayonne, död 11 oktober 1996 i Pessac, var en fransk professionell tävlingscyklist. Han var bror till Guy Lapébie.
Lapébie blev trea i Tour de France 1934 och segrade 1937. Han vann 1933 franska mästerskapet på landsväg och 1937 Paris–Nice.